# Catedral de San Rafael (Palakkad)
La Catedral de San Rafael o simplemente Catedral de Palakkad Es una iglesia católica en el distrito de Palakkad, en el estado de Kerala, en el país asiático de la India.  Es la iglesia catedral de la eparquía o diócesis de rito siro-malabar de Palghat (Eparchia Palghatensis), creada en 1974 a través de la bula Apostolico requirente del Papa Pablo VI. El santo patrón de la iglesia es San Rafael. Actualmente el padre Mathew Vazhayil es el vicario de la iglesia. El templo está bajo la responsabilidad pastoral del obispo Jacob Manathodath.